# Martin Popoff
Martin Popoff (28 de abril de 1963) es un periodista, crítico musical y escritor canadiense, reconocido principalmente por sus publicaciones sobre música rock y heavy metal. Editor en jefe y cofundador de la revista Brave Words & Bloody Knuckles, adicionalmente ha escrito cerca de una veintena de libros sobre este género musical y biografías de artistas y agrupaciones como Rush, Dio, Black Sabbath, Judas Priest y Blue Öyster Cult. Popoff reside en Toronto, Ontario.